# Podúsek 3./V. Polsko

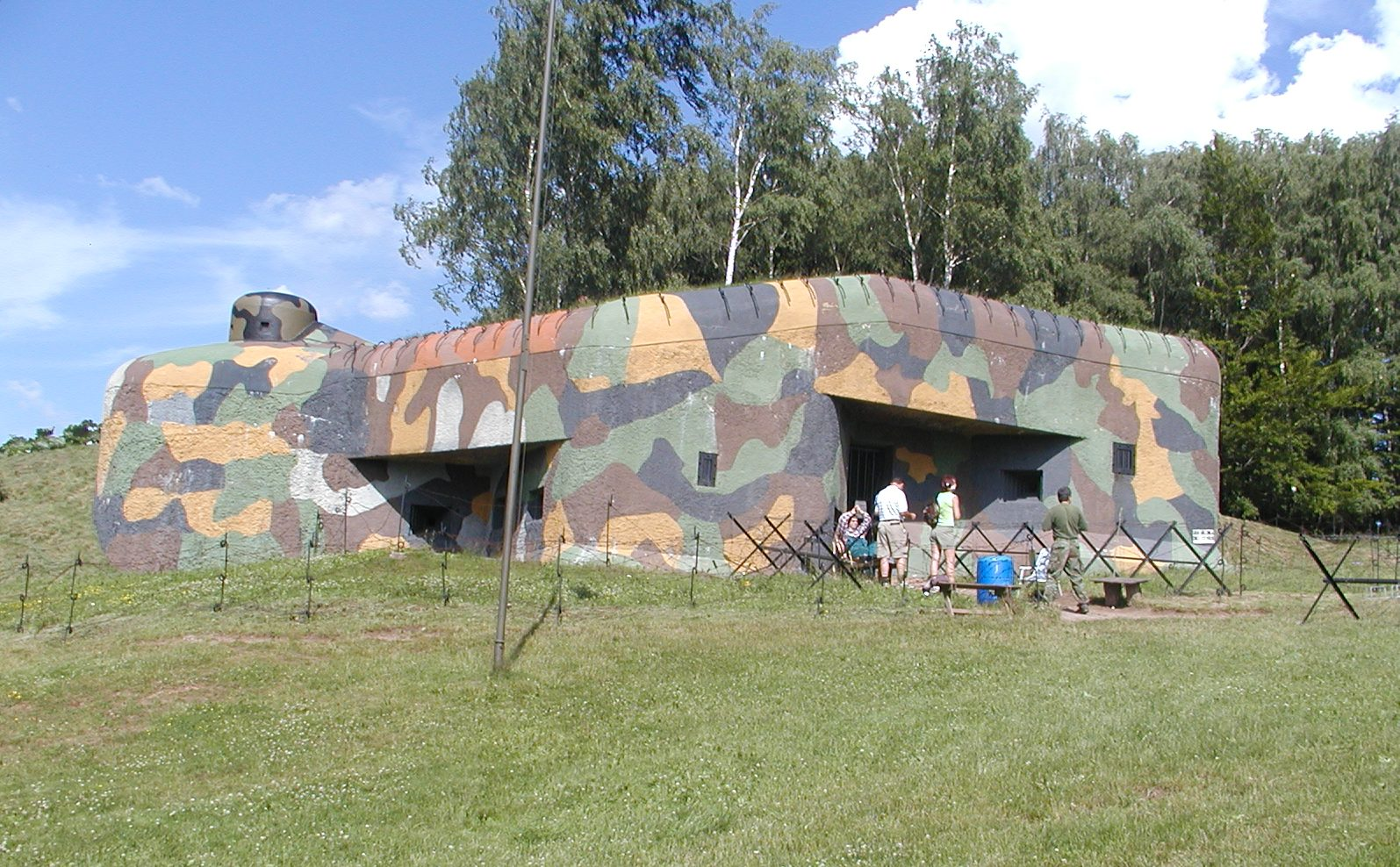
Pěchotní srub N-S 82 „Březinka“

Stavební podúsek 3./V. Polsko vznikl při stavbě těžkých objektů československého opevnění v roce 1938 na Náchodsku východně od Náchoda. Spadal do působnosti Ženijního skupinového velitelství V Náchod. Název získal od osady Polsko u vesnice Dobrošov, dnes části města Náchoda. Podúsek byl zadán ke stavbě dne 18. května 1937. K výstavbě bylo zadáno celkem 10 těžkých objektů, všechny se podařilo realizovat.

## Základní údaje
Podúsek Polsko byl jedním z prvních zadaných podúseků na Náchodsku, protože spolu se sousedním podúsekem 2./V. Babí bránil údolí řeky Metuje, a tedy jeden z nejpravděpodobnějších směrů útoku německé armády. Na jaře 1937 byla vypsána soutěž na stavbu tohoto podúseku a na základě nejnižší nabídky zadalo Ředitelství opevňovacích prací přípisem z 18. května 1937 výstavbu firmě Ing. Rudolf Frič, Bratislava.
Prvním pracovním dnem na podúseku byl 28. červen 1937, lhůta k provedení stavby byla stanovena na 250 dnů. Celková částka na stavební část podúseku činila 10 893 987,95. Do září 1938 se podařilo všechny sruby podúseku stavebně dokončit a z větší části i vybavit a vyzbrojit. Chyběla však např. polovina dieselagregátů, tři pancéřové zvony/kopule, pracovalo se na překážkovém systému a technických detailech.

## Průběh linie
V rámci stavebního podúseku Polsko bylo zadáno celkem 10 objektů. Linie začíná na jihovýchodě dvojicí objektů N-S 70a Josef a N-S 70b Cyril na Malinové hoře západně od České Čermné. V blízkosti se nachází ještě objekt N-S 71 V sedle. Tato trojice objektů byla v letech 1986–1991 přestavována Ministerstvem vnitra v rámci projektu KAHAN III k telekomunikačním a spojovacím účelům pro vedení války.
Následně je podúsek 3./V. přerušen soustavou dělostřelecké tvze Dobrošov, která tvoří svůj vlastní podúsek 4./V. – Dobrošov.
Podúsek 3./V. Polsko pak navazuje objektem N-S 78 Polsko severovýchodně od tvrze Dobrošov. V severním sousedství tvrze Dobrošov je linie těžkého opevnění posílena tak, že tvoří prakticky dva sledy s objekty N-S 78 Polsko a N-S 79 Hrobka v předpolí, palebně navazující na objekt N-S 71, a objektem N-S 80 Jirásek ve druhém sledu, navazující na tvrzový pěchotní srub N-D-S 73 Jeřáb. Následně linie pokračuje k severozápadu do údolí Metuje a končí objektem N-S 83 Lázně, na nějž navazuje objekt N-S 84 Voda v podúseku 2./V. Babí.
K podúseku 3./V. Polsko ale ještě patří jeden další objekt, N-S 85 Montace, který je umístěný v údolí Metuje asi jeden kilometr za hlavní obranou linií v nejužším místě náchodského údolí. Jeho úkolem bylo postřelovat železniční trať a silnici vedoucí do vnitrozemí.

## Seznam objektů
Pozn.: Objekty jsou řazeny od jihovýchodu na severozápad.
| Snímek          | Další snímky                                              | Označení | Název                 | Odolnost | Stav v r. 1938 (datum betonáže)  | Umístění                         | Poznámky          |
| --------------- | --------------------------------------------------------- | -------- | --------------------- | -------- | -------------------------------- | -------------------------------- | ----------------- |
|                 |                                                           | N-S 70a  | Josef (Na kopečku I)  | II       | 21.–25. dubna 1937               | 50°23′59″ s. š., 16°12′59″ v. d. | přestavěn         |
|                 |                                                           | N-S 70b  | Cyril (Na kopečku II) | II       | 2.–6. května 1937                | 50°24′0″ s. š., 16°12′56″ v. d.  | přestavěn         |
|                 |                                                           | N-S 71   | V sedle               | III      | 4.–11. dubna 1937                | 50°24′6″ s. š., 16°12′42″ v. d.  | přestavěn, muzeum |
| N-S 78 Polsko   | Kategorie „N-S 78 Polsko casemate‎“ na Wikimedia Commons   | N-S 78   | Polsko                | III      | 13.–19. prosince 1937            | 50°24′38″ s. š., 16°12′17″ v. d. | muzeum            |
| N-S 79 Hrobka   | Kategorie „N-S 79 Hrobka casemate“ na Wikimedia Commons   | N-S 79   | Hrobka                | III      | 22. listopadu – 1. prosince 1937 | 50°24′40″ s. š., 16°12′12″ v. d. |                   |
| N-S 79 Jirásek  | Kategorie „N-S 80 Jirásek casemate“ na Wikimedia Commons  | N-S 80   | Jirásek               | III      | 2.–8. listopadu 1937             | 50°24′41″ s. š., 16°11′59″ v. d. |                   |
| N-S 81 Lom      | Kategorie „ N-S 81 Lom casemate“ na Wikimedia Commons     | N-S 81   | Lom                   | II       | 18.–23. října 1937               | 50°24′48″ s. š., 16°12′0″ v. d.  | muzeum            |
| N-S 82 Březinka | Kategorie „N-S 82 Březinka casemate“ na Wikimedia Commons | N-S 82   | Březinka              | II       | 4.–9. října 1937                 | 50°24′56″ s. š., 16°11′53″ v. d. | muzeum            |
| N-S 83 Lázně    | Kategorie „N-S 83 Lázně casemate‎“ na Wikimedia Commons    | N-S 83   | Lázně                 | II       | 13.–19. září 1937                | 50°25′4″ s. š., 16°11′42″ v. d.  |                   |
| N-S 85 Montace  | Kategorie „N-S 85 Montace casemate‎“ na Wikimedia Commons  | N-S 85   | Montace               | I        | 23.–28. srpna 1937               | 50°24′58″ s. š., 16°10′39″ v. d. | muzeum            |